# 長護寺川

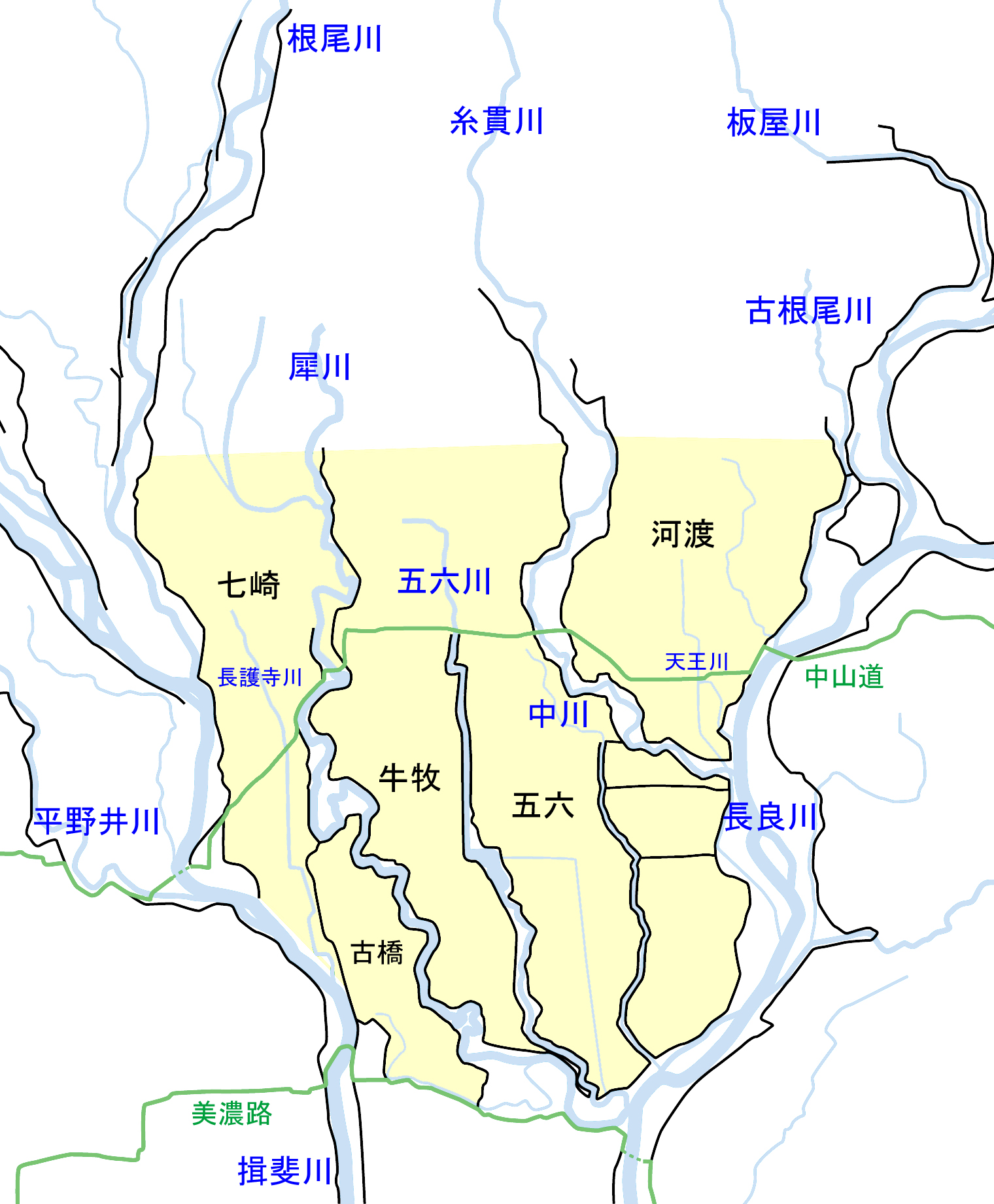
明治時代初期の長護寺川の位置

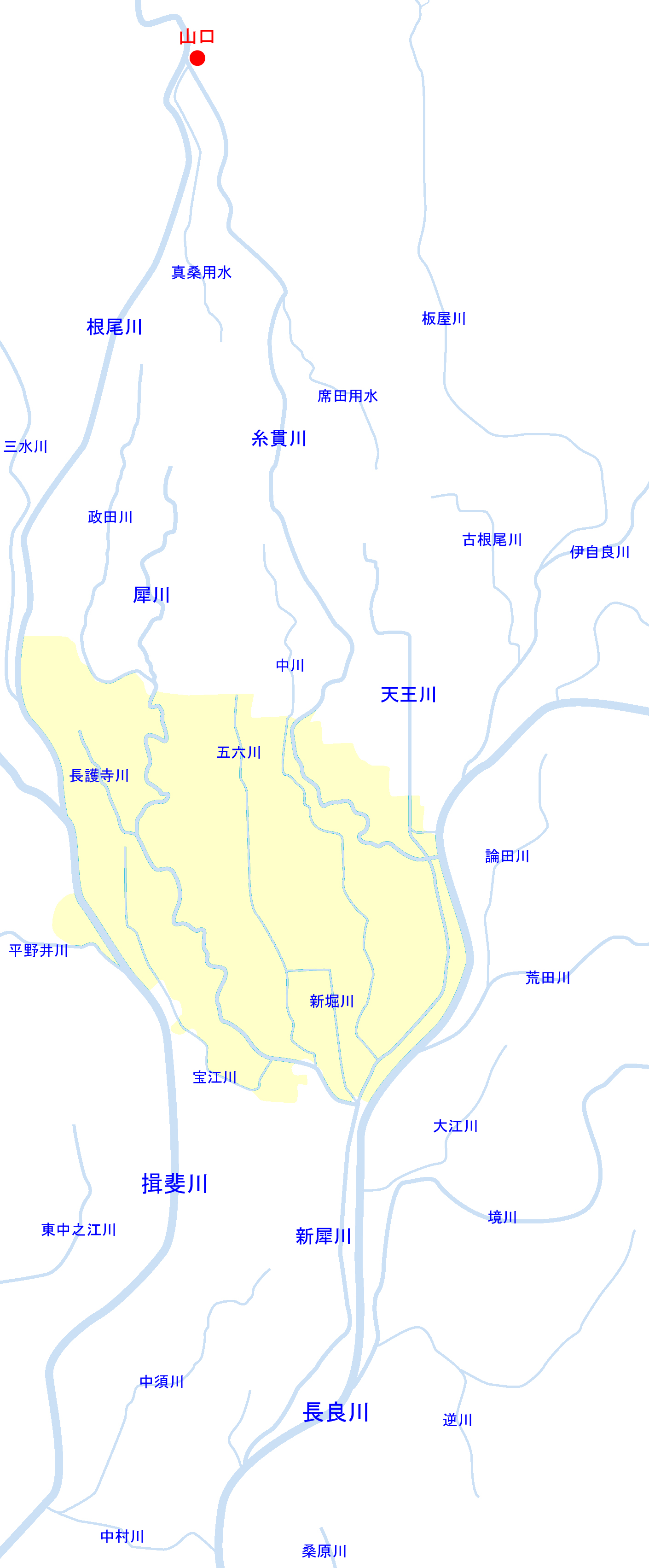
現在の瑞穂市（着色部）周辺河川の位置関係図

長護寺川（ちょうごじがわ）は、木曽川水系の一級河川。岐阜県瑞穂市を流れる。犀川・長良川を経て伊勢湾に至る木曽川の3次支川。

## 地理
瑞穂市田之上付近を源流とし、瑞穂市宮田で犀川に合流する約4キロメートルの河川。

## 歴史
大正から昭和にかけて行われた木曽川上流改修工事以前の長護寺川は、現在の東海道本線橋脚付近で揖斐川へと合流していた。大正改修で長護寺川は犀川と接近する上流部で犀川へと付け替えられ、それより下流部分は締め切りが行われた。
長護寺川上流域の瑞穂市居倉には、伊勢神宮東遷伝承にある伊久良河宮の比定地である居倉天神がある。後の時代の大野郡と本巣郡の郡境は犀川であるとされるが、犀川と長護寺川の間に大野郡側の条里余剰帯とみられる地域がみられることから、条里制時代の郡境は長護寺川であったと考えられている。

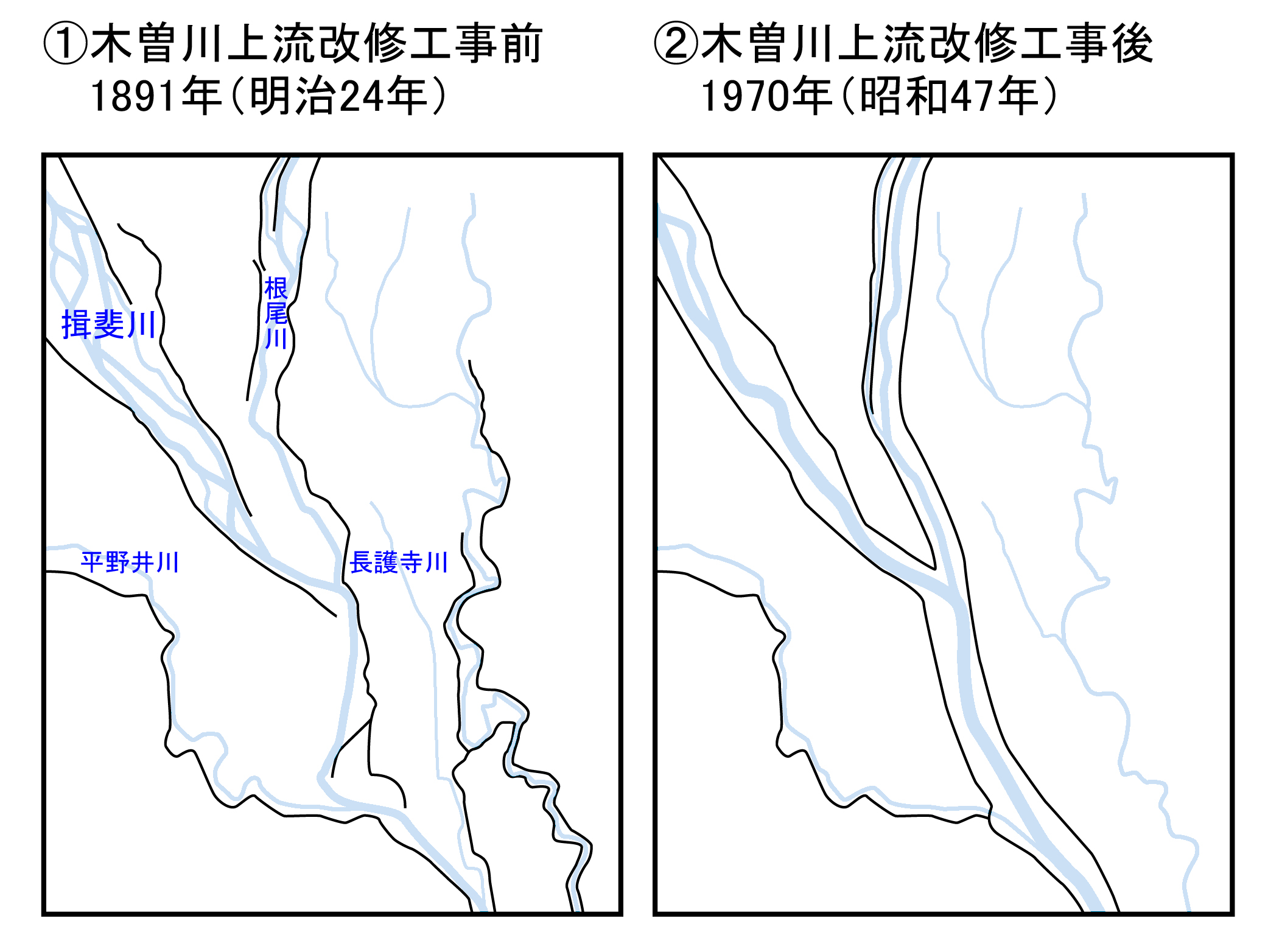
木曽川上流改修工事前後の比較